# Greg Howe
 (février 2008).
Si vous disposez d'ouvrages ou d'articles de référence ou si vous connaissez des sites web de qualité traitant du thème abordé ici, merci de compléter l'article en donnant les références utiles à sa vérifiabilité et en les liant à la section « Notes et références ».
Pour les articles homonymes, voir Howe.
Greg Howe (né le 8 décembre 1963) est un guitariste américain de jazz fusion, originaire d'Easton, en Pennsylvanie.

## Biographie
Il commence sa carrière sur le label de Mike Varney, Shrapnel Records, au cours des années 1980, faisant partie de la vague de shredders du moment, tels que Marty Friedman, Jason Becker, Paul Gilbert, Richie Kotzen, Tony MacAlpine, ou encore Vinnie Moore.
Toutefois, il se détache vite du lot, en orientant son style musical vers la fusion jazz-rock, en passant par le blues, coupant court avec le style néoclassique malmsteenien très répandu à l'époque.
La succession d'albums qu'il produit, à l'exception d'Ascend, montre une réelle progression, partant d'un style néoclassique brut de fonderie (Greg Howe), pour aboutir à un album de fusion pur et dur (Extraction).
La technique de Greg Howe est fortement basée sur le legato et le tapping, et ses compositions sont remplies de soli très rapides et fluides, parfois très syncopés.
Fortement influencé par Allan Holdsworth pour son son et sa technique, il a vraiment une identité propre et une "griffe" directement reconnaissable.
Au-delà de sa carrière solo, Greg a joué la carte 'musicien de luxe', pour de grands noms de la variété internationale : citons notamment, Michael Jackson (en remplacement de Jennifer Batten), Enrique Iglesias, NSYNC, et récemment Justin Timberlake.
Il sort en mai 2008 l'album Sound Proof, on y retrouve tout ce qui fait le jeu de Greg Howe, différents styles musicaux mais toujours avec sa marque de fabrique. En 2013 sort Maragold, puis Wheelhouse en 2017.
Il vit actuellement[Quand ?] en Californie du Sud, et il donne des cours de guitare pour tous niveaux.

## Discographie

### Albums solo
- 1989 - Greg Howe
- 1993 - Introspection
- 1994 - Uncertain Terms
- 1995 - Parallax
- 1996 - Five
- 1999 - Ascend
- 2000 - Hyperacuity
- 2003 - Extraction
- 2008 - sound proof
- 2013 - Maragold
- 2017 - Wheelhouse

### Albums en collaboration
- 1989 - High Gear avec le groupe Howe II
- 1990 - Now Hear This avec le groupe Howe II
- 1995 - Tilt avec Richie Kotzen
- 1997 - Project avec Richie Kotzen
- 1997 - High Definition avec Vitalij Kuprij
- 1998 - Revelation - Prashant Aswani
- 2000 - Duality - Prashant Aswani
- 2001 - Gentle Hearts - Tetsuo Sakurai (avec Tetsuo Sakurai, Dennis Chambers)
- 2003 - Extraction avec Victor Wooten, Dennis Chambers
- 2005 - Gentle Hearts Tour 2004 - Tetsuo Sakurai (avec Tetsuo Sakurai, Dennis Chambers)
- 2009 - Jon Reshard - Jon Reshard (avec Jon Reshard et Dave Weckl)
- 2010 - Vital World - Tetsuo Sakurai (avec Tetsuo Sakurai, Dennis Chambers)

### Participations comme invité
- Convergence - James Murphy
- Rewired, A Tribute to Jeff Beck - Various guitarists compilation (morceau repris de Revelation - Prashant Aswani)
- Rhythm of Time - Jordan Rudess
- A Guitar Supreme - Various guitarists compilation
- The Spirit Lives On - Jimi Hendrix tribute
- Visions Of An Inner Mounting Apocalypse, A Fusion Guitar Tribute - Various guitarists compilation
- Clean - Dave Martone